# 東学農民革命参与者名誉回復審議委員会
東学農民革命参与者名誉回復審議委員会（とうがくのうみんかくめいさんよしゃめいよかいふくしんぎいいんかい）は、「東学農民革命参与者等の名誉回復に関する特別法」（以下、「特別法」と呼ぶ）によりかつて設置されていた大韓民国国務総理所属の国家機関。

## 役割
東学農民革命参加者とその遺族の決定及び名誉回復等に関する事項を審議・議決することを管掌する（特別法第3条）。

## 沿革
- 2004年3月5日 - 特別法公布。
- 2004年9月17日 - 東学農民革命参与者名誉回復審議委員会が発足。
- 2007年1月26日 - 特別法の一部改正を行い、「遺族」の範囲を孫から玄孫にまで拡大させる。
- 2007年7月26日 - 遺族登録の申請受付終了。
- 2009年12月31日 - 期間満了により活動を終了。

## 組織
委員会は委員長1人を含めた15人以内の委員で構成され、委員長は国務総理が務める。会議は委員長を含めた在籍委員の過半数があれば開かれ、その過半数の賛成で議決される。
審議を効率的にするために3つの分科委員会（決定及び登録審査分科委員会・名誉回復推進分科委員会・記念事業支援分科委員会）が置かれている。分科委員会の定員は5人以内と定めている。
また遺族登録申請に関する事項と委員会から委託された事項を処理するために、ソウル特別市・各広域市・各道に東学農民革命参与者名誉回復実務委員会を設置している。委員長は市長や知事が務め、委員の定員は9人以内と定めている。